# Seznam občin departmaja Cantal
Seznam občin departmaja Cantal zajema 260 občin.
- (CAA) Communauté d'agglomération du Bassin d'Aurillac
- (CCC) Communauté de communes du Cézallier
- (CCCA) Communauté de communes de Caldaguès-Aubrac
- (CCACGC) Communauté de communes de l'agglomération de Cère et Goul en Carladès
- (CCCR) Communauté de communes entre Cère et Rance
- (CCHC) Communauté de communes de la Haute-Châtaigneraie
- (CCM) Communauté de communes de Montsalvy
- (CCMT) Communauté de communes Margeride-Truyère
- (CCP) Communauté de communes de la Planèze
- (CCPG) Communauté de communes du Pays de Gentiane
- (CCPMas) Communauté de communes du Pays de Massiac
- (CCPMauc) Communauté de communes du Pays de Mauriac
- (CCPMaus) Communauté de communes du Pays de Maurs
- (CCPMu) Communauté de communes du Pays de Murat
- (CCPP) Communauté de communes du Pays de Pierrefort
- (CCPS) Communauté de communes du Pays de Salers
- (CCPSF) Communauté de communes du Pays de Saint-Flour
- (CCSA) Communauté de communes Sumène Artense

| INSEE | Poštna številka | Občina                          |
| ----- | --------------- | ------------------------------- |
| 15025 | 15300           | Albepierre-Bredons (CCPMu}      |
| 15001 | 15160           | Allanche (CCC)                  |
| 15002 | 15100           | Alleuze (CCPSF)                 |
| 15003 | 15700           | Ally (CCPS)                     |
| 15004 | 15100           | Andelat (CCP)                   |
| 15005 | 15100           | Anglards-de-Saint-Flour (CCPSF) |
| 15006 | 15380           | Anglards-de-Salers (CCPS)       |
| 15007 | 15110           | Anterrieux (CCCA)               |
| 15008 | 15240           | Antignac                        |
| 15009 | 15400           | Apchon (CCPG)                   |
| 15010 | 15200           | Arches (CCPMauc)                |
| 15011 | 15150           | Arnac                           |
| 15012 | 15130           | Arpajon-sur-Cère (CABA)         |
| 15013 | 15500           | Auriac-l'Église (CCPMas)        |
| 15014 | 15000           | Aurillac (CABA)                 |
| 15015 | 15240           | Auzers (CCPMauc)                |
| 15016 | 15250           | Ayrens (CABA)                   |
| 15017 | 15800           | Badailhac                       |
| 15018 | 15700           | Barriac-les-Bosquets (CCPS)     |
| 15019 | 15240           | Bassignac                       |
| 15020 | 15270           | Beaulieu                        |
| 15269 | 15140           | Besse (CCPS)                    |
| 15021 | 15600           | Boisset (CCPMaus)               |
| 15022 | 15500           | Bonnac (CCPMas)                 |
| 15024 | 15700           | Brageac (CCPS)                  |
| 15026 | 15230           | Brezons (CCPP)                  |
| 15027 | 15340           | Calvinet                        |
| 15028 | 15130           | Carlat                          |
| 15029 | 15340           | Cassaniouze                     |
| 15030 | 15290           | Cayrols                         |
| 15031 | 15170           | Celles (CCPMu)                  |
| 15032 | 15500           | Celoux (CCPMas)                 |
| 15033 | 15230           | Cézens (CCPP)                   |
| 15034 | 15320           | Chaliers (CCMT)                 |
| 15035 | 15170           | Chalinargues (CCPMu)            |
| 15036 | 15200           | Chalvignac                      |
| 15037 | 15350           | Champagnac                      |
| 15038 | 15270           | Champs-sur-Tarentaine-Marchal   |
| 15040 | 15190           | Chanterelle (CCC)               |
| 15041 | 15300           | La Chapelle-d'Alagnon (CCPMu)   |
| 15042 | 15500           | La Chapelle-Laurent (CCPMas)    |
| 15043 | 15500           | Charmensac (CCC)                |
| 15044 | 15300           | Chastel-sur-Murat (CCPMu)       |
| 15045 | 15110           | Chaudes-Aigues (CCCA)           |
| 15046 | 15700           | Chaussenac (CCPS)               |
| 15047 | 15300           | Chavagnac (CCPMu)               |
| 15048 | 15500           | Chazelles (CCMT)                |
| 15049 | 15400           | Cheylade (CCPG)                 |
| 15050 | 15400           | Le Claux (CCPG)                 |
| 15051 | 15320           | Clavières (CCMT)                |
| 15052 | 15400           | Collandres (CCPG)               |
| 15053 | 15170           | Coltines (CCP)                  |
| 15054 | 15190           | Condat (CCC)                    |
| 15055 | 15100           | Coren (CCPSF)                   |
| 15056 | 15250           | Crandelles (CABA)               |
| 15057 | 15150           | Cros-de-Montvert                |
| 15058 | 15130           | Cros-de-Ronesque                |
| 15059 | 15430           | Cussac                          |
| 15060 | 15110           | Deux-Verges                     |
| 15061 | 15300           | Dienne (CCPMu)                  |
| 15063 | 15140           | Drugeac                         |
| 15064 | 15700           | Escorailles (CCPS)              |
| 15065 | 15110           | Espinasse                       |
| 15066 | 15380           | Le Falgoux (CCPS)               |
| 15067 | 15140           | Le Fau (CCPS)                   |
| 15068 | 15320           | Faverolles (CCMT)               |
| 15069 | 15170           | Ferrières-Saint-Mary (CCPMas)   |
| 15070 | 15140           | Fontanges (CCPS)                |
| 15071 | 15600           | Fournoulès (CCPMaus)            |
| 15072 | 15310           | Freix-Anglards (CCPS)           |
| 15073 | 15110           | Fridefont (CCCA)                |
| 15074 | 15130           | Giou-de-Mamou (CABA)            |
| 15075 | 15310           | Girgols (CCPS)                  |
| 15076 | 15150           | Glénat                          |
| 15077 | 15230           | Gourdièges (CCPP)               |
| 15078 | 15110           | Jabrun (CCCA)                   |
| 15079 | 15200           | Jaleyrac (CCPMauc)              |
| 15080 | 15170           | Joursac (CCC)                   |
| 15081 | 15800           | Jou-sous-Monjou                 |
| 15082 | 15120           | Junhac                          |
| 15083 | 15250           | Jussac (CABA)                   |
| 15084 | 15120           | Labesserette                    |
| 15085 | 15130           | Labrousse                       |
| 15086 | 15230           | Lacapelle-Barrès (CCPP)         |
| 15087 | 15120           | Lacapelle-del-Fraisse           |
| 15088 | 15150           | Lacapelle-Viescamp              |
| 15089 | 15120           | Ladinhac                        |
| 15090 | 15130           | Lafeuillade-en-Vézie            |
| 15091 | 15160           | Landeyrat (CCC)                 |
| 15092 | 15270           | Lanobre                         |
| 15093 | 15120           | Lapeyrugue                      |
| 15094 | 15150           | Laroquebrou                     |
| 15095 | 15250           | Laroquevieille (CABA)           |
| 15096 | 15590           | Lascelle (CABA)                 |
| 15097 | 15500           | Lastic (CCPSF)                  |
| 15098 | 15500           | Laurie (CCPMas)                 |
| 15099 | 15260           | Lavastrie                       |
| 15100 | 15300           | Laveissenet (CCPMu)             |
| 15101 | 15300           | Laveissière (CCPMu)             |
| 15102 | 15300           | Lavigerie (CCPMu)               |
| 15103 | 15120           | Leucamp                         |
| 15104 | 15600           | Leynhac (CCPMaus)               |
| 15105 | 43450           | Leyvaux (CCPMas)                |
| 15106 | 15110           | Lieutadès                       |
| 15107 | 15320           | Lorcières (CCMT)                |
| 15108 | 15320           | Loubaresse (CCMT)               |
| 15110 | 15190           | Lugarde (CCC)                   |
| 15111 | 15210           | Madic                           |
| 15112 | 15230           | Malbo (CCPP)                    |
| 15113 | 15590           | Mandailles-Saint-Julien (CABA)  |
| 15114 | 15190           | Marcenat (CCC)                  |
| 15116 | 15400           | Marchastel (CCPG)               |
| 15117 | 15220           | Marcolès                        |
| 15118 | 15250           | Marmanhac (CABA)                |
| 15119 | 15500           | Massiac (CCPMas)                |
| 15120 | 15200           | Mauriac (CCPMauc)               |
| 15121 | 15110           | Maurines (CCCA)                 |
| 15122 | 15600           | Maurs (CCPMaus)                 |
| 15123 | 15200           | Méallet (CCPMauc)               |
| 15124 | 15400           | Menet (CCPG)                    |
| 15125 | 15100           | Mentières (CCPSF)               |
| 15126 | 15500           | Molèdes (CCPMas)                |
| 15127 | 15500           | Molompize (CCPMas)              |
| 15128 | 15240           | La Monselie                     |
| 15129 | 15190           | Montboudif (CCC)                |
| 15130 | 15100           | Montchamp (CCPSF)               |
| 15131 | 15240           | Le Monteil                      |
| 15132 | 15190           | Montgreleix (CCC)               |
| 15133 | 15600           | Montmurat                       |
| 15134 | 15120           | Montsalvy                       |

| INSEE | Poštna številka | Občina                              |
| ----- | --------------- | ----------------------------------- |
| 15135 | 15150           | Montvert                            |
| 15136 | 15340           | Mourjou (CCPMaus)                   |
| 15137 | 15380           | Moussages                           |
| 15138 | 15300           | Murat (CCPMu)                       |
| 15139 | 15230           | Narnhac (CCPP)                      |
| 15140 | 15250           | Naucelles (CABA)                    |
| 15141 | 15170           | Neussargues-Moissac (CCPMu)         |
| 15142 | 15260           | Neuvéglise                          |
| 15143 | 15150           | Nieudan                             |
| 15144 | 15290           | Omps                                |
| 15145 | 15260           | Oradour (CCPP )                     |
| 15146 | 15800           | Pailherols                          |
| 15147 | 15290           | Parlan                              |
| 15148 | 15430           | Paulhac (CCPSF)                     |
| 15149 | 15230           | Paulhenc                            |
| 15150 | 15290           | Pers                                |
| 15151 | 15170           | Peyrusse (CCC)                      |
| 15152 | 15230           | Pierrefort (CCPP)                   |
| 15153 | 15700           | Pleaux (CCPS)                       |
| 15154 | 15800           | Polminhac                           |
| 15155 | 15160           | Pradiers (CCC)                      |
| 15156 | 15130           | Prunet                              |
| 15157 | 15600           | Quézac (CCPMaus)                    |
| 15158 | 15500           | Rageade (CCPMas)                    |
| 15159 | 15800           | Raulhac                             |
| 15160 | 15250           | Reilhac (CABA)                      |
| 15161 | 15170           | Rézentières (CCP)                   |
| 15162 | 15400           | Riom-ès-Montagnes (CCPG)            |
| 15163 | 15220           | Roannes-Saint-Mary                  |
| 15164 | 15100           | Roffiac (CCPSF)                     |
| 15165 | 15150           | Rouffiac                            |
| 15268 | 15290           | Le Rouget                           |
| 15166 | 15290           | Roumégoux                           |
| 15167 | 15600           | Rouziers (CCPMaus)                  |
| 15168 | 15320           | Ruynes-en-Margeride (CCMT)          |
| 15169 | 15240           | Saignes                             |
| 15170 | 15190           | Saint-Amandin (CCPG)                |
| 15172 | 15220           | Saint-Antoine (CCPMaus)             |
| 15173 | 15190           | Saint-Bonnet-de-Condat (CCC)        |
| 15174 | 15140           | Saint-Bonnet-de-Salers (CCPS)       |
| 15175 | 15310           | Saint-Cernin (CCPS)                 |
| 15176 | 15140           | Saint-Chamant (CCPS)                |
| 15178 | 15590           | Saint-Cirgues-de-Jordanne (CABA)    |
| 15179 | 15140           | Saint-Cirgues-de-Malbert (CCPS)     |
| 15180 | 15800           | Saint-Clément                       |
| 15181 | 15600           | Saint-Constant (CCPMaus)            |
| 15171 | 15170           | Sainte-Anastasie (CCC)              |
| 15186 | 15140           | Sainte-Eulalie (CCPS)               |
| 15198 | 15230           | Sainte-Marie (CCPP)                 |
| 15182 | 15150           | Saint-Étienne-Cantalès              |
| 15183 | 15130           | Saint-Étienne-de-Carlat             |
| 15185 | 15400           | Saint-Étienne-de-Chomeil            |
| 15184 | 15600           | Saint-Étienne-de-Maurs (CCPMaus)    |
| 15187 | 15100           | Saint-Flour (CCPSF)                 |
| 15188 | 15100           | Saint-Georges (CCPSF)               |
| 15189 | 15150           | Saint-Gérons                        |
| 15190 | 15400           | Saint-Hippolyte (CCPG)              |
| 15191 | 15310           | Saint-Illide (CCPS)                 |
| 15192 | 15800           | Saint-Jacques-des-Blats             |
| 15194 | 15600           | Saint-Julien-de-Toursac (CCPMaus)   |
| 15195 | 15320           | Saint-Just (CCMT)                   |
| 15196 | 15220           | Saint-Mamet-la-Salvetat             |
| 15197 | 15320           | Saint-Marc (CCMT)                   |
| 15199 | 15110           | Saint-Martial                       |
| 15200 | 15140           | Saint-Martin-Cantalès (CCPS)        |
| 15201 | 15230           | Saint-Martin-sous-Vigouroux (CCPP)  |
| 15202 | 15140           | Saint-Martin-Valmeroux (CCPS)       |
| 15203 | 15500           | Saint-Mary-le-Plain (CCPMas)        |
| 15205 | 15140           | Saint-Paul-de-Salers (CCPS)         |
| 15204 | 15250           | Saint-Paul-des-Landes (CABA)        |
| 15206 | 15350           | Saint-Pierre                        |
| 15207 | 15500           | Saint-Poncy (CCPMas)                |
| 15208 | 15140           | Saint-Projet-de-Salers (CCPS)       |
| 15209 | 15110           | Saint-Rémy-de-Chaudes-Aigues (CCCA) |
| 15211 | 15150           | Saint-Santin-Cantalès               |
| 15212 | 15600           | Saint-Santin-de-Maurs (CCPMaus)     |
| 15213 | 15190           | Saint-Saturnin                      |
| 15214 | 15290           | Saint-Saury                         |
| 15215 | 15130           | Saint-Simon (CABA)                  |
| 15216 | 15110           | Saint-Urcize (CCCA)                 |
| 15217 | 15150           | Saint-Victor                        |
| 15218 | 15380           | Saint-Vincent-de-Salers (CCPMauc)   |
| 15219 | 15140           | Salers (CCPS)                       |
| 15220 | 15200           | Salins                              |
| 15221 | 15130           | Sansac-de-Marmiesse (CABA)          |
| 15222 | 15120           | Sansac-Veinazès                     |
| 15223 | 15240           | Sauvat                              |
| 15224 | 15290           | La Ségalassière                     |
| 15225 | 15300           | Ségur-les-Villas (CCC)              |
| 15226 | 15340           | Sénezergues                         |
| 15227 | 15100           | Sériers (CCPSF)                     |
| 15228 | 15150           | Siran                               |
| 15229 | 15100           | Soulages (CCMT)                     |
| 15230 | 15200           | Sourniac (CCPMauc)                  |
| 15231 | 15170           | Talizat (CCP)                       |
| 15232 | 15100           | Tanavelle (CCPSF)                   |
| 15233 | 15250           | Teissières-de-Cornet (CABA)         |
| 15234 | 15130           | Teissières-lès-Bouliès              |
| 15235 | 15100           | Les Ternes                          |
| 15236 | 15800           | Thiézac                             |
| 15237 | 15100           | Tiviers (CCPSF)                     |
| 15238 | 15310           | Tournemire (CCPS)                   |
| 15240 | 15270           | Trémouille                          |
| 15241 | 15110           | La Trinitat                         |
| 15242 | 15600           | Le Trioulou                         |
| 15243 | 15400           | Trizac (CCPG)                       |
| 15244 | 15300           | Ussel (CCP)                         |
| 15245 | 15100           | Vabres (CCMT)                       |
| 15246 | 15400           | Valette (CCPG)                      |
| 15247 | 15170           | Valjouze (CCPMas)                   |
| 15248 | 15300           | Valuéjols (CCP)                     |
| 15249 | 15380           | Le Vaulmier                         |
| 15250 | 15240           | Vebret                              |
| 15251 | 15100           | Védrines-Saint-Loup (CCMT)          |
| 15252 | 15590           | Velzic (CABA)                       |
| 15253 | 15160           | Vernols (CCC)                       |
| 15254 | 15350           | Veyrières                           |
| 15255 | 15130           | Vézac (CABA)                        |
| 15256 | 15160           | Vèze (CCC)                          |
| 15257 | 15130           | Vezels-Roussy                       |
| 15258 | 15800           | Vic-sur-Cère                        |
| 15259 | 15500           | Vieillespesse (CCPSF)               |
| 15260 | 15120           | Vieillevie                          |
| 15261 | 15200           | Le Vigean (CCPMauc)                 |
| 15262 | 15100           | Villedieu                           |
| 15263 | 15300           | Virargues (CCPMu)                   |
| 15264 | 15220           | Vitrac                              |
| 15265 | 15210           | Ydes                                |
| 15266 | 15130           | Yolet (CABA)                        |
| 15267 | 15130           | Ytrac (CABA)                        |